# Wskaźnik wytrzymałości na skręcanie
Wskaźnik wytrzymałości na skręcanie – w mechanice wielkość charakteryzująca odporność prętów na skręcanie.
Wskaźnik wyraża iloraz momentu skręcającego pręt i naprężenia stycznego w pręcie:
{\displaystyle W={\frac {M}{\tau _{max}}}}
Wartość wskaźnika wynika z geometrycznych cech przekroju poprzecznego pręta i równa jest podwojonemu ilorazowi momentu bezwładności figury przekroju i średnicy tegoż przekroju:
{\displaystyle W={\frac {2I}{D}}}